# Битва под Сокалем
Битва под Сокалем — победа войска крымского ханства над войском Королевства Польского и Великого княжества Литовского под командованием великого гетмана литовского князя Константина Острожского, произошедшая 2 августа 1519 года.

## История
В 1519 году 20-тысячное войско во главе с сыном крымского хана Мехмед Гирея Богатыр Гиреем вторглось в Галицию, разоряя Русское, Белзское и Люблинское воеводства. 3-тысячное коронное войско посполитого рушения под командованием великого маршалка коронного Станислава Ходецкого и подольского воеводы Мартина Каменецкого не смогло противостоять татарам.
К полякам присоединилось посполитое рушение с Волыни под руководством князя Острожского и коронные войска во главе с великим гетманом коронным Николаем Фирлеем и князьями Корецкими (Василием, Львом и Александром), в результате чего общая численность союзного войска выросла до семи тысяч.
Острожский и Фирлей встретились с татарами у сожжённого Сокаля в Белзском воеводстве. Князь не хотел давать боя, учитывая большой численный перевес противника и ограниченное пространство. Поляки пренебрегли его советами, и на развалинах Сокаля 2 августа произошла битва, в которой татары одержали победу. Острожский предлагал подождать, пока часть татарских войск переправится через Буг, чтобы бить татар по частям, или подождать с битвой до прихода войск обороны поточной, которые вёл к Сокалю Ян Творовский.
Не приняв план Острожского, польское командование решило начать битву на левом берегу Буга, не дожидаясь переправы татар. Польские войска, засыпанные градом татарских стрел, не смогли развернуться в боевой порядок и понесли крупные потери. Заметив это, князь Острожский переправил своих солдат через другой брод и завязал с татарами бой, что позволило польским войскам развернуться для битвы. Поскольку татары имели значительный численный перевес, а местность была тяжелой для действий рыцарской конницы, польско-литовские войска были окружены с флангов. В итоге большей части союзного войска удалось пробиться из окружения, но в целом битва окончилась для союзников серьёзным поражением: погибло более 1200 солдат, в том числе сын гетмана Фирлея и князья Корецкие (Василий, Лев и Александр). При этом татары тоже понесли значительные потери.
В отличие от предыдущих татарских набегов, когда крымский хан отмежёвывался от действий его подданных (например, как в битве под Лопушным), на этот раз Мехмед Гирей признал, что разорвал союз с королём и великим князем Сигизмундом, оправдывая свои действия убытками от походов козаков, которые достигали Очакова. Для восстановления мира хан потребовал новой дани (поминок) и предложил свои услуги в войне Великого княжества Литовского против московского князя.